# 渝万城际铁路
渝万城际铁路，又称渝万客运专线，正式名称为郑渝高速铁路万渝段，是中国一条运营中的连接重庆市主城区与万州区的城际铁路，与正在规划建设中的渝万高速铁路一起，共同组成郑渝高速铁路的万州至重庆段，线路全长247公里，设计时速250公里。
渝万城际勘察工作始于清光绪29年（1903年），其前身是川汉铁路的西段，自1909年开始动工建设，在其后百年之内因为战乱等原因停工、复工数次。2013年5月，渝万城际铁路开工，于2016年11月28日建成通车。渝万高铁的通车，使重庆主城到万州的距离缩短为1小时车程。

## 线路走向
渝万城际铁路由重庆北站引出，向东北经江北区、长寿区、垫江县、梁平区，止于万州区。全线共设重庆北、复盛、长寿北、长寿湖、垫江、雲龍（預留）、梁平南、三正北（預留）、万州北9个车站，渝万城际铁路在重庆北与重庆轨道交通4号线、10号线于重庆北站北广场站实现无缝接驳，在万州北接驳郑万高速铁路和渝西高速铁路。本线以重庆北至万州北方向为上行，反之为下行。

## 工程数据

### 线路
正线设计范围新建双线长247km。

### 轨道
正线采用重型轨道标准，一次铺设跨区间无缝线路。除道岔区铺设长枕埋入式无砟轨道外，其它地段铺设CRTS I 型单元板式无砟轨道。

### 路基
正线线路长度247km，新建正线路基长70.772km，区间路基长56.889 km，占线路长度的29.66%，其中，渝万客专线引入重庆枢纽线路长1.900km，车站路基长度1.9km。

### 桥梁
正线共设桥梁216 座，计92.5268km，占线路总长的39.67%，其中特大桥56 座计55.363km，大桥117 座计33.053km，中桥43 座计 4.111km，框架桥17 座，共计5503m2，盖板涵36 座计1035 横延米， 框架涵190座计5060横延米；跨线公路桥25座计15683m2；人行天桥67座计124864m2；地道12 座计8544 m2。

### 隧道
正线设计共有双线隧道66座，76026 延长米，占线路总长239.266km 的31.77%，全线最长隧道为分水镇隧道，全长10617m，最短隧道为张家寺隧道，全长84m。其中黄豆堡隧道长555m，为时速120km 双线隧道，其余均为时速200km 双线隧道。

## 运营
2016年11月28日开通运营，初期最高运营速度210 km/h；开行重庆北至万州北的本线城际动车组列车（部分终到梁平南）和成都东至万州北的跨线高速动车组列车。2020年，利用其开行的重庆北至复盛公交化列车开通。2021年，乘客可使用铁路e卡通乘坐渝万城际铁路。2022年6月20日起，渝万城际铁路达速250 km/h运营。